# Vaya Con Dios
Vaya Con Dios é uma banda belga criada em 1986 por Dani Klein, Dirk Schoufs e Willy Lambregt (este último substituído posteriormente por Jean-Michel Gielen), na cidade de Bruxelas. É um dos grupos mais bem-sucedidos do país, com grande reconhecimento internacional.
Vaya Con Dios teve grandes sucessos nas paradas internacionais, como: Just a Friend of Mine (um hit na França), What's a Woman? (número 1 na Holanda em 1990), Nah Neh Nah, Don't Cry for Louie, Puerto Rico, Heading for a Fall, Johnny, Sunny Days e Don't Break My Heart.
No total, Vaya Con Dios já vendeu mais de 7 milhões de álbuns e mais de 3 milhões de singles.

## Discografia

### Álbuns
| Data          | Album             | Posições nas paradas | Posições nas paradas | Posições nas paradas | Posições nas paradas | Posições nas paradas | Posições nas paradas | Posições nas paradas | Posições nas paradas | Certificações (sales thresholds)                                    |
| Data          | Album             | BEL (Flanders)       | BEL (Wallonia)       | NLD                  | AUT                  | CHE                  | SWE                  | NOR                  | FIN                  | Certificações (sales thresholds)                                    |
| ------------- | ----------------- | -------------------- | -------------------- | -------------------- | -------------------- | -------------------- | -------------------- | -------------------- | -------------------- | ------------------------------------------------------------------- |
| Outubro 1988  | Vaya Con Dios     | —                    | —                    | —                    | 10                   | 23                   | 9                    | —                    | —                    | - FIN: 2 x Platinum                                                 |
| Abril 1990    | Night Owls        | —                    | —                    | —                    | 4                    | 1                    | 8                    | —                    | —                    | - NLD:Platinum (NL) - GER: Platinum - FIN: Gold                     |
| Setembro 1992 | Time Flies        | —                    | —                    | 8                    | 4                    | 1                    | 13                   | 11                   | —                    | - NLD: Platinum - CHE: 3 x Platinum - GER: Platinum - NOR: Platinum |
| Setembro 1995 | Roots and Wings   | 1                    | 2                    | 10                   | 11                   | 3                    | 16                   | 5                    | 32                   | - NLD: Gold - NOR: Gold                                             |
| Outubro 2004  | The Promise       | 12                   | 73                   | 96                   | —                    | 67                   | —                    | —                    | 32                   |                                                                     |
| Outubro 2009  | Comme on est venu | 7                    | 4                    | —                    | —                    | —                    | —                    | —                    | —                    |                                                                     |

#### Albuns Compilados
| Data          | Album                                           | Posição na parada | Posição na parada | Posição na parada | Posição na parada | Posição na parada | Posição na parada | Posição na parada | Posição na parada | Certificados (sales thresholds) |
| Data          | Album                                           | BEL (Flanders)    | BEL (Wallonia)    | NLD               | AUT               | CHE               | SWE               | NOR               | FIN               | Certificados (sales thresholds) |
| ------------- | ----------------------------------------------- | ----------------- | ----------------- | ----------------- | ----------------- | ----------------- | ----------------- | ----------------- | ----------------- | ------------------------------- |
| Outubro 1996  | Best Of Vaya Con Dios                           | 3                 | 3                 | 20                | 15                | 19                | 1                 | 4                 | —                 | - NOR: Gold                     |
| Novembro 1998 | What's A Woman: The Blue Sides Of Vaya Con Dios | —                 | —                 | —                 | —                 | —                 | —                 | —                 | —                 |                                 |
| Novembro 2006 | The Ultimate Collection                         | 5                 | 9                 | —                 | —                 | 52                | 52                | —                 | 26                |                                 |

### Singles
| Ano  | Single                               | Posição na Parada | Posição na Parada | Posição na Parada | Posição na Parada | Posição na Parada | Posição na Parada | Certificação (sales thresholds) | Album                   |
| Ano  | Single                               | BEL (Flanders)    | BEL (Wallonia)    | NLD               | FRA               | AUT               | CHE               | Certificação (sales thresholds) | Album                   |
| ---- | ------------------------------------ | ----------------- | ----------------- | ----------------- | ----------------- | ----------------- | ----------------- | ------------------------------- | ----------------------- |
| 1987 | "Just A Friend Of Mine"              | —                 | —                 | —                 | 7                 | —                 | —                 |                                 | Vaya Con Dios           |
| 1987 | "Puerto Rico"                        | —                 | —                 | —                 | 46                | 7                 | —                 |                                 | Vaya Con Dios           |
| 1988 | "Don't Cry for Louie"                | —                 | —                 | 54                | —                 | 16                | —                 |                                 | Vaya Con Dios           |
| 1989 | "Johnny" (only released in France)   | —                 | —                 | —                 | —                 | —                 | —                 |                                 | Vaya Con Dios           |
| 1990 | "Nah Neh Nah"                        | —                 | —                 | 4                 | —                 | 25                | 21                |                                 | Night Owls              |
| 1990 | "What's a Woman?"                    | —                 | —                 | 1                 | 5                 | 7                 | 6                 | NL: Gold                        | Night Owls              |
| 1990 | "Night Owls"                         |                   | —                 | 51                | —                 | —                 | —                 |                                 | Night Owls              |
| 1992 | "Heading for a Fall"                 | —                 | —                 | 3                 | —                 | 10                | 5                 |                                 | Time Flies              |
| 1992 | "Time Flies"                         | —                 | —                 | 51                | —                 | 29                | 30                |                                 | Time Flies              |
| 1993 | "So Long Ago"                        | —                 | —                 | —                 | —                 | —                 | —                 |                                 | Time Flies              |
| 1995 | "Don't Break My Heart"               | 6                 | 8                 | 28                | —                 | —                 | —                 |                                 | Roots and Wings         |
| 1996 | "Stay with Me"                       | 46                | —                 | —                 | —                 | —                 | —                 |                                 | Roots and Wings         |
| 1996 | "Lonely Feeling"                     | —                 | —                 | —                 | —                 | —                 | —                 |                                 | Roots and Wings         |
| 2004 | "No One Can Make You Stay"           | —                 | —                 | —                 | —                 | —                 | —                 |                                 | The Promise             |
| 2005 | "La Vida Es Como Una Rosa/Take Heed" | —                 | —                 | —                 | —                 | —                 | —                 |                                 | The Promise             |
| 2006 | "Pauvre Diable"                      | —                 | 17                | —                 | —                 | —                 | —                 |                                 | The Ultimate Collection |
| 2006 | "What's a Woman" ft. Aaron Neville   | —                 | —                 | —                 | —                 | —                 | —                 |                                 | The Ultimate Collection |
| 2009 | "Les voiliers sauvages de nos vies"  | 12                | 34                | —                 | —                 | —                 | —                 |                                 | Comme on est venu       |